# رسلمانیا ۳۱
رسلمانیا ۳۱ (به انگلیسی: WrestleMania 31) سی‌ویکمین رسلمانیای سالانه غیر رایگان (Pay-Per-View) در کشتی حرفه‌ای است که توسط کمپانی دبلیو دبلیو ای تهیه می‌شود و این دوره‌اش هم در ۲۹ مارس ۲۰۱۵ در ورزشگاه Levi's شهر سانتا کلارا ایالت کالیفرنیا برگزار شد.از این رسلمنیا بعنوان یکی از بهترین رسلمنیا های تاریخ یاد میشود
این اولین رسلمانیایی بود که در منطقه خلیج سانفرانسیسکو برگزار می‌شد و ششمین رویداد رسلمانیا در ایالت کالیفرنیا (بعد از رسلمانیاهای ۲، VII، XII، ۲۰۰۰ و ۲۱) بود. این رویداد همچنین اولین رسلمانیا با لوگوی جدید دبلیودبلیوئی بود.
هفت مسابقه در قسمت اصلی رویداد و دو مسابقه هم در بخش پیش نمایش آن انجام گرفت. در مسابقه اصلی یا مِین ایوِنت این رویداد، سث رالینز در اواخر مسابقه‌ای که بین رومن رینز و براک لزنر در حال انجام بود وارد رینگ شد و چمدان قرارداد مانی این د بنک خود را نقد کرد و مسابقه را تبدیل به نوعِ تریپل ترت کرد که این اقدام در نهایت مسابقه منجر به قهرمانی کمربند دبلیودبلیوئی سنگین‌وزن جهان برای او شد. این رویداد همچنین بخاطر دو موضوع دیگر حائز اهمیت بود؛ یکی اولین مسابقه رسمی استینگ در دبلیودبلیوئی که به تریپل اچ باخت و دیگر اولین مسابقه آندرتیکر بعد از باخت به براک لزنر در رسلمانیا XXX و پایان یافتن نوار پیروزیهایش در رسلمانیا که مقابل بری وایت بود و بر وایت تفوق یافت. این رویداد همچنین آخرین پی-پر-ویو قهرمان سابق کمربند دیواز و همسر سی‌ام پانک یعنی ای‌جی لی بود چرا که او یک هفته پس از این رسلمانیا اعلام بازنشستگی کرد.
رسلمانیا ۳۱ بازخوردی مثبت از سوی تماشاگران و منتقدان داشت. بعضی از منتقدان، آن را یکی از بهترین رسلمانیاهای تاریخ خواندند. کمپانی اعلام کرد که این رویداد با بازده ۱۲/۶ میلیون دلار پربازده‌ترین رویداد کل تاریخ دبلیودبلیوئی تاکنون بوده‌است. دبلیودبلیوئی همچنین تعداد تماشاگران حاضر در ورزشگاه را ۷۶٬۹۷۶ نفر اعلام کرد که رکورد رسلمانیاهای قبلی را شکست.

## زمینه‌سازی

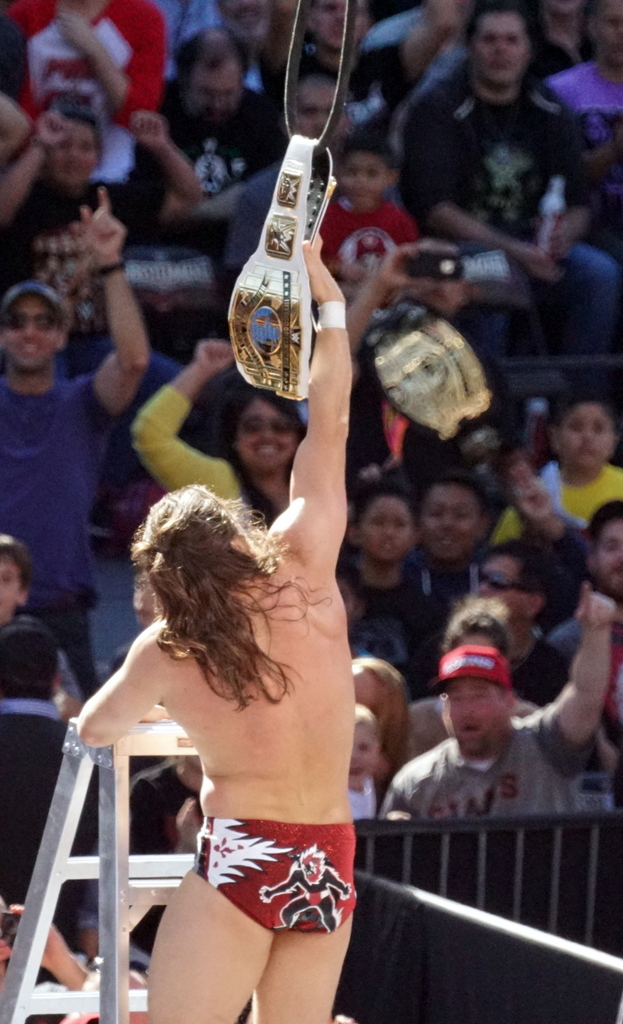
دنیل برایان در مسابقات رسلمانیا ۳۱ در سانتا کلارا، کالیفرنیا، برای کسب قهرمانی بین‌المللی تلاش می‌کند. او در نهایت این مسابقه را برد و قهرمان شد.

رسلمانیا شامل مسابقاتی بین دشمنی‌های موجود، ماجراهای پیش آمده و استوری‌هایی خواهد بود که پیش از این در برنامه‌های راو یا اسمک داون پخش شده بود. کشتی‌گیرها با توجه به مسابقات یا سری اتفاقاتی که برایشان رخ می‌دهد و تنش را به حد اکثر می‌رساند، نقش منفی یا قهرمان به خود می‌گیرند.
در رویداد رویال رامبل بتاریخ ۲۵ ژانویه ۲۰۱۵، براک لزنر با موفقیت از کمربند دبلیودبلیوئی سنگین‌وزن جهان خود مقابل جان سینا و سث رالینز دفاع کرد؛ ضمن اینکه در همان شب، رومن رینز در مسابقه رامبل برنده شد و حریف لزنر در مسابقه اصلی رسل‌مانیا شد. رینز پس از پیروزی در رامبل، بشدت از سوی اکثریت قریب به اتفاق تماشاگران که طرفدار دنیل براین بودند «هو» شد، حتی پس از اینکه شخص محبوب تماشاگران یعنی د راک وارد شد و او را تشویق کرد. در راو ۲ فوریه، رووسا(تریپل اچ و استفنی مک‌ماهون) از رینز خواستند بپذیرد در فَست لِین با برنده مسابقه دنیل براین و سث رالینز -که در همان شب راو برگزار شد-مسابقه دهد تا مشخص شود رقیب #۱ براک لزنر در رسلمانیا چه کسی خواهد بود. او پذیرفت؛ در ادامه این قسمت راو، براین موفق شد با دخالت رینز بر رالینز غلبه کند. رینز در فست لین موفق به شکست براین شد تا در مسابقه اصلی رسلمانیا مقابل لزنر قرار گیرد.
در تاریخ ۲۳ نوامبر در رویداد سروایور سریز، استینگ در رینگ دبلیودبلیوئی حضور پیدا کرد؛ او در مسابقه اصلی بین تیم رووسا و تیم جان سینا دخالت کرد و با زدن یک ضربه مرگبار عقرب(Scorpion Death Drop) به تریپل اچ باعث باخت تیم رووسا شد. در ۱۹ ژانویه، استینگ اولین حضورش در راو را نیز رقم زد؛ او در پشت پرده حضور یافت و سپس با وارد شدن به میدان، باعث پرت شدن حواس اعضای تیم رووسا یعنی کین، بیگ شو و رالینز و شکست آن‌ها از جان سینا شد؛ این پیروزی سینا بر آن‌ها باعث بازگرداندن دالف زیگلر، اریک روئن و رایبک شد که تریپل اج آن‌ها را بخاطر همراهی تیم سینا اخراج کرده بود. در ۲۶ ژانویه از وبگاه کمپانی یعنی wwe.com اعلام شد که تریپل اچ، استینگ را به «صحبت رودررو» در فست لین طلبیده‌است. در راو ۹ فوریه، تریپل اچ مجدداً از استینگ خواست تا این طلب او را پاسخ دهد. گروهی از هواداران استینگ در بیرون و درون رینگ ظاهر شدند و پیامی با تم ورودی استینگ از تلویزیون ورزشگاه پخش شد که نوشته بود: «قبول می‌کنم». در فست لین، تریپل اچ رودررو با استینگ حرف زد ولی سعی کرد به او حمله کند که بعد از چند حمله، استینگ با باتون معروف خودش جلوی اِچ را گرفت و پس از آن نماد رسلمانیا را که روی ستون ورزشگاه قرار داشت نشان داد و تریپل اچ هم آن را پذیرفت. بدین ترتیب مسابقه بین آندو قطعی شد. بعدتر در همان شب، به‌طور رسمی اعلام شد که تریپل اچ و استینگ در رسلمانیا با هم مسابقه خواهند داد.
در راو ۲۳ فوریه اعلام شد که در رسلمانیا ۳۱، دومین دوره مسابقه بتل رویال یادبود آندره د جاینت برگزار خواهد شد.
در صفحه فیسبوک رسمی کمپانی اعلام شد که در رسلمانیا، یک مسابقه نردبان بر سر کمربند کمربند بین قاره‌ای برگزار خواهد شد.
در فست لین، روسِف توانست با شکست جان سینا همچنان قهرمان کمربند ایالات متحده آمریکا باقی بمانَد. در هفته‌های پس از این رویداد، سینا به کرّات روسف را به مبارزه مجدد در رسلمانیا فراخواند ولی روسف از آن سر باز زد. استفنی مک‌ماهون به سینا دستور داد که اگر خواهان مسابقه مجدد با روسف است باید به هر طریقی روسف را متقاعد به این کار کند وگرنه مسابقه‌ای برای سینا در رسلمانیا در کار نخواهد بود. در راو ۹ مارس، سینا به روسف گفت اگر باز هم دربارهٔ ایالات متحده حرفی بزند او را از کارش پشیمان خواهد کرد. روسف طی مسابقه‌ای کورتیس اکسل را شکست داد و پس از آن دربارهٔ ایالات متحده و مردمش گفت: «شما اگر قلبی داشته باشید باید پر از مریضی باشد؛ اگر هم روحی داشته باشید، خدا بر آن تُف خواهد کرد». ناگهان سینا وارد میدان و رینگ شد و روی روسف فن تسلیم‌کننده خود یعنی STF را اجرا کرد تا اینکه روسف از هوش رفت. سپس سینا بطری آب را روی روسف خالی کرد تا او دوباره بهوش شود و دوباره فن خود را روی روسف پیاده کرد؛ در این لحظه، لانا برای رهایی روسف، به سینا گفت مبارزه بر سر کمربند در رسلمانیا را می‌پذیرد. اگرچه روسف بعدتر از دست لانا بخاطر این کارش عصبانی شد.
بری وایت که از چند هفته قبل‌تر، حرفهایی رمزآلود می‌زد و به‌طور تلویحی آندرتیکر را خطاب قرار می‌داد، در فست لین به‌طور رسمی آندرتیکر را به مبارزه طلبید. در راو ۹ مارس، وایت با در دست گرفتن کوزه خاکستر که نماد آندرتیکر بود او را تحریک به پاسخ کرد و اینجا بود که ناگهان صدای آندرتیکر پخش شد که گفت: «تو در آرامش ابدی قرار خواهی گرفت» و بدین ترتیب مسابقه وایت و آندرتیکر برای رسلمانیا رسمی شد.
در راو ۲۰ اکتبر ۲۰۱۴، یک مسابقه باآوانس دو به سه مبارزه خیابانی(3-on-2 handicap street fight) برگزار شد که طی آن رندی اورتن، کین و سث رالینز به مصاف جان سینا و دین امبروز رفتند؛ سرانجام اورتن به امبروز یک آرکِی‌او زد و باعث پیروزی تیمش شد ولی پس از آن ناگهان رالینز به او یک Curb Stomp زد. هفته بعد در راو ۲۷ اکتبر، اورتن به رالینز یک آرکِی‌او زد تا اعتراض خود را به رووسا بخاطر اتفاق هفته قبل نشان دهد. در راو ۳ نوامبر، دالف زیگلر برای دفاع از کمربند بین قاره‌ای که در آن زمان در دست او بود مقابل رالینز قرار گرفت ولی در اواخر مسابقه اورتن وارد شد و بار دیگر به رالینز آرکِی‌او زد تا زیگلر با قانون سلب صلاحیت پیروز شود؛ اورتن سپس از تریپل اچ خواست تا در همان شب رالینز را مقابل اورتن قرار دهد تا مسابقه دهند و به این قضیه فیصله دهند که اِچ برای نگه داشتن اورتن در تیم خود درخواستش را پذیرفت. رالینز برنده آن مسابقه شد ولی اورتن به اعضای تیم رووسا حمله‌ور شد ولی در نهایت باز هم مورد حمله آن‌ها قرار گرفت و سرانجام هم دو بار از رالینز Curb Stomp دریافت کرد. در فست لین اورتن بازگشت و به اعضای رووسا حمله‌ور شد. تا چند هفته پس از آن، اورتن به رالینز کمک می‌کرد که مسابقاتش را ببرد. در راو ۹ مارس ۲۰۱۵، اورتن در مسابقه‌ای به همراه رالینز در مقابل رومن رینز قرار گرفت ولی در نهایت وقتی رالینز می‌خواست او را تگ کند اورتن به او پشت کرد تا ناگهان رینز به رالینز اسپیِر بزند و پیروز مسابقه شود؛ سپس اورتن با حملاتی وحشیانه، انتقام خود را از رالینز گرفت. در اسمک‌داون ۱۲ مارس، اورتن رالینز را به مسابقه‌ای در رسلمانیا طلبید. در راو ۱۶ مارس، رالینز گفت مسابقه را می‌پذیرد ولی به شرطی که در همان شب از راو، اورتن با او مسابقه تک به تک دهد. اورتن پذیرفت ولی موقع مسابقه، رالینز با تمام اعضی تیم رووسا وارد شد تا به او حمله کند؛ ناگهان استینگ وارد شد و به کمک اورتن آمد و اعضای تیم رووسا را به بیرون رینگ راند.

## شرح مسابقات
مسابقه اول، مسابقه نردبان هفت نفره برای قهرمانی کمربند بین قاره‌ای بود که بین دنیل براین، بَد نیوز بَرِت (قهرمان وقت)، آر-تروث، استارداست، دین امبروز، لوک هارپر و دالف زیگلر برگزار شد؛ در اواخر مسابقه براین و زیگلر روی نردبان بودند که پس از رد و بدل کردن چندین ضربه سر، سرانجام زیگلر از نردبان سقوط کرد و براین موفق به برداشتن کمربند بین قاره‌ای شد.
مسابقه دوم بین رندی اورتن و سث رالینز بود که هر دوی آن‌ها از حرکت تمام‌کننده دیگری (بترتیب RKO و Curb Stomp) رهایی یافتند. اورتن سرانجام با زدن دومین آرکِی‌او که ناگهان در هوا آن را اجرا کرد برنده شد؛ این یکی از بهترین آرکِی‌اوهای اورتن بود؛ او از حرکت Curb Stomp رالینز رهایی یافت و در همان حال که رالینز در هوا معلق بود حرکت خودش را روی او پیاده کرد.

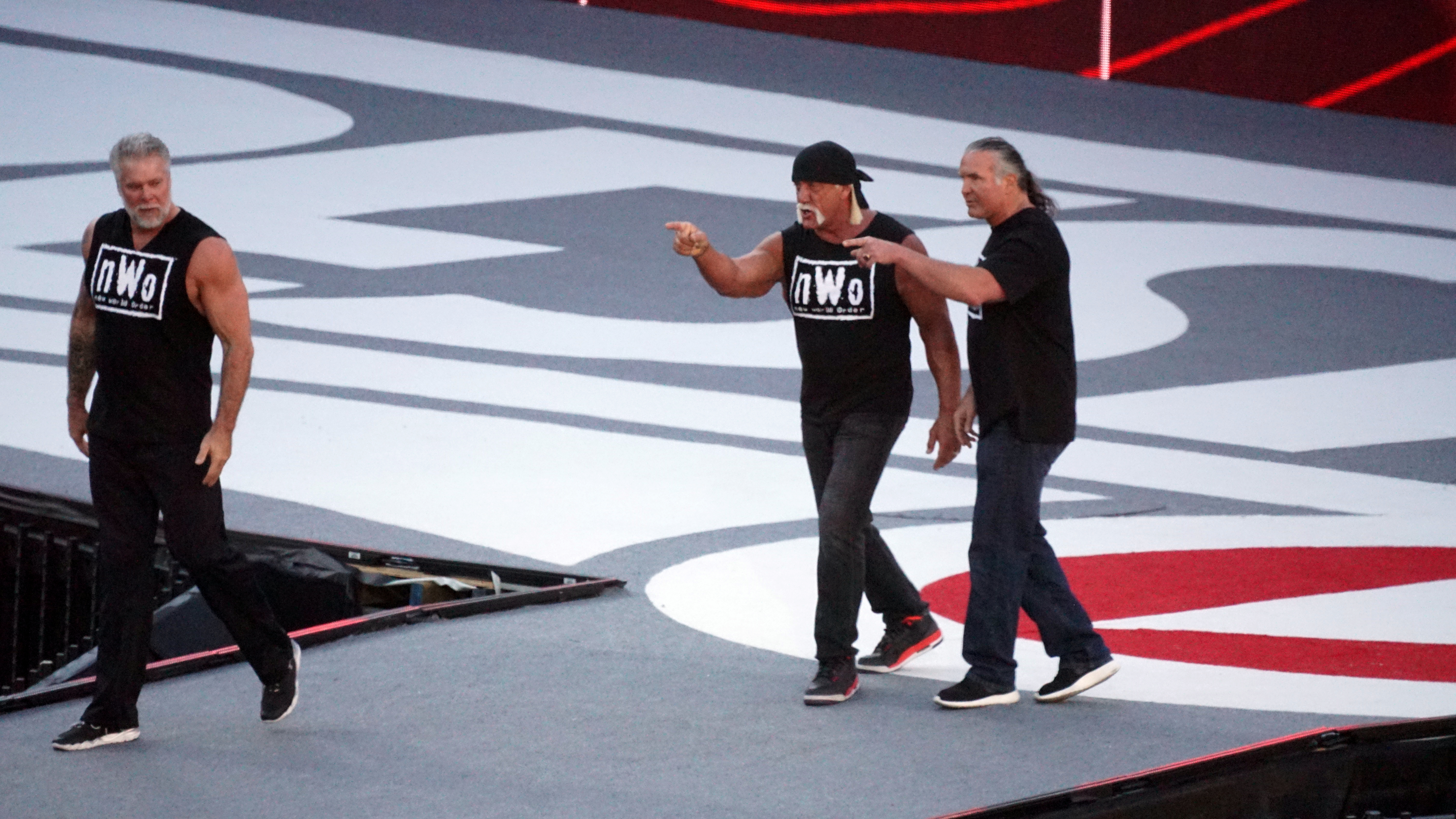
گروه nWo در حال ورود به رینگ در رسلمانیا ۳۱

مسابقه سوم از نوع بُرد فقط با پین‌فال یا تسلیم بود که بین تریپل اچ و استینگ برگزار شد. این اولین مسابقه رسمی استینگ در دبلیودبلیوئی بود. در اواسط بازی، استینگ قفل عقرب مرگبار (Scorpion Death Lock) خود را روی تریپل اچ انجام داد اما ناگهان اعضای گروه قدیمی دی‌اِکس که ترپیل اچ هم عضو آن بود وارد شدند. استینگ هر سه نفر آن‌ها یعنی رُود داگ، بیلی گان و اِکس‌پاک را از ورود به رینگ بازداشت و سپس تریپل اچ را که سعی داشت روی او پِدیگری (Pedigree) اجرا کند از رینگ بیرون انداخت. سپس خودش هم از روی رینگ بر روی آن‌ها پرید و هر چهار نفر را نقش بر زمین کرد. بعد از آن تریپل اچ بر روی او یک پِدیگری اجرا کرد و قصد داشت تا با پُتک معروف خودش به او حمله‌ور شود و کارش را تمام کند که ناگهان گروه قدیمی nWo متشکل از هالک هوگان، اسکات هال و کوین نش وارد می‌دانم شدند و به کمک استینگ آمدند و با گروه دی‌اِکس مقابله کردند. سپس تریپل اچ اسیر فن تمام‌کننده استینگ یعنی صقوط عقرب مرگبار (Scorpion Death Drop) شد اما خود را از پین شدن نجات داد. استینگ سپس یک بار دیگر اِچ را در دام قفل عقرب مرگبار خود انداخت و اینجا بود که ناگهان دوست قدیمی تریپل اچ یعنی شان مایکلز به داد او رسید و با یک ضربه سوییت چین میوزیک (Sweet Chin Music) به صورت استینگ زد اما استینگ هم از پین شدن خودش جلوگیری کرد. تریپل اچ خود را جمع و جور کرد و پُتک خود را از بیلی گان گرفت اما در طرف دیگر هم اسکات هال، چوب بیسبال معروف استینگ را به او داد تا همه چیز برابر شود. هر دو برای لحظه‌ای به هم خیره شدند و ناگهان تریپل اچ قصد ضربه با پتک داشت که استینگ با چوب بیسبال خود به شکم اِچ ضربه‌ای وارد کرد. تریپل اچ به زانو افتاد و دوباره پتکش را در دست گرفت ولی استینگ با چوبش آن را از وسط به دو نصف تقسیم کرد. استینگ سپس تریپل اچ را در گوشه رینگ به دام انداخت و حرکت استینگر اسپلَش خود را روی او انجام داد. استینگ می‌خواست یکبار دیگر اینکار را انجام دهد ولی ناگهان تریپل اچ با پُتک به سر او کوبید و سپس او را پین کرد و برنده مسابقه شد. پس از آن تریپل اچ و استینگ با یکدیگر دست دادند و یکی از لحظات رسلمانیا (WrestleMania Moment) را ساختند و گزارشگران گفتند که سرانجام دشمنی موجود بین دبلیودبلیوئی و دبلیوسی‌دبلیو پایان یافت.
مسابقه چهارم از نوع تگ تیم و بین دوقلوهای بِلا (بری و نیکی) و پِیج و ای‌جی لی بود. پِیج و نیکی بِلا مسابقه را شروع کردند. در بیشتر طول مسابقه، بِلاز پِیج را دور از تگ کردن با ای‌جی نگه داشتند و ای‌جی را هم از کنار رینگ بر روی زمین نگه داشتند تا اینکه پِیج حرکت پُشتَک روی آن‌ها انجام داد و هردو را نقش زمین کرد. سپس او با ای‌جی تگ کرد و ای‌جی حرکت تسلیم خود یعنی بیوه سیاه(Black Widow) را روی نیکی انجام داد ولی بری از باخت خواهرش جلوگیری کرد. پِیج سعی کرد که یک ضربه پا به بری وارد کند ولی به بیرون رینگ رانده شد. بری حواس ای‌جی را پرت کرد تا نیکی به او یک ضربه آرنج بزند ولی ای‌جی از پین شدن رهایی یافت. در بیرون رینگ، پِیج بری را به پلکان فولادی رینگ کوبید. ای‌جی هم درون رینگ، دوباره حرکت Black Widow را روی نیکی انجام داد و نیکی مجبور به تسلیم شد.
مسابقه پنجم برای قهرمانی کمربند قهرمانی ایالات متحده آمریکا و بین روسِف (با همراهی لانا) و جان سینا بود. ابتدا روسف که درون یک تانک روسی بود وارد شد و سپس به همراه لانا و یک گروه که با پرچم و سرود کشور روسیه رژه می‌رفتند به سمت رینگ آمد. سپس سینا وارد شد. روسف بیشتر مسابقه را در اختیار خود داشت و بر سینا برتری داشت ولی سینا موفق شد به مسابقه برگردد و در آخر هم روسف به اشتباه به لانا که بالای رینگ آمده بود تنه زد و او را نقش زمین کرد و سینا هم از این لحظه استفاده کرد و حرکت تمام‌کننده خود یعنی AA را به روسف زد و او را پین کرد و کمربند را مال خود کرد. این اولین باخت روسف با پین در دبلیودبلیوئی بود.

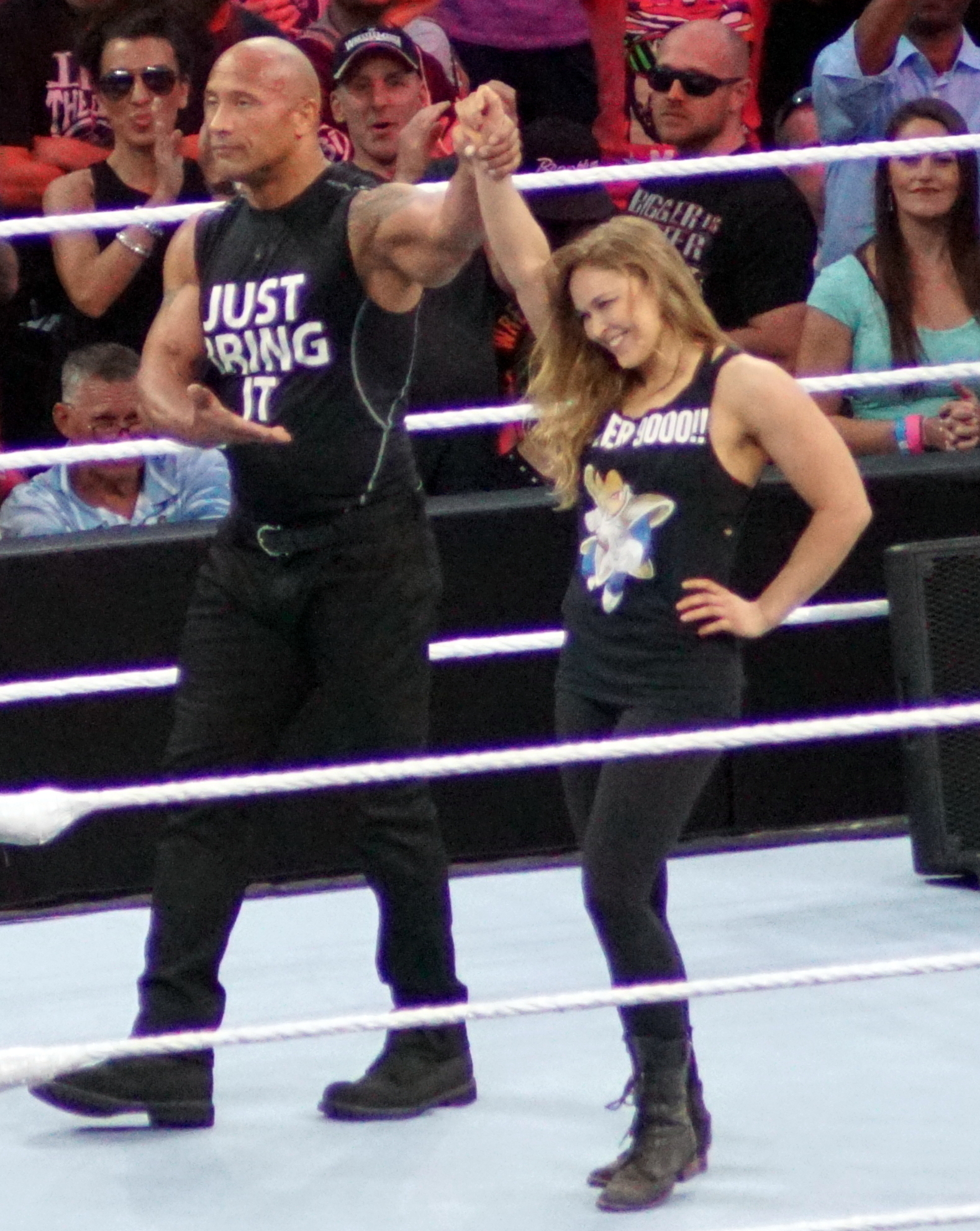
د راک در رینگ به همراه راندا رَوزی

سپس تریپل اچ و استفنی مک‌ماهون (رووسا) وارد رینگ شدند تا از رکوردشکنی در ورزشگاه Levi’s با جمعیت ۷۶۹۷۶ نفر خبر دهند و از موفقیت‌های خودشان و پیروزی اچ بر استینگ صحبت کنند که ناگهان د راک وارد شد. او به رینگ آمد و بعد از کمی صحبت بین راک و آن دو علیه هم، استفنی یک سیلی به صورت راک زد و کنایه‌وار گفت که او یک زن را نمی‌زند (چرا که راک قبلاً به استفنی راک بارم زده بود). راک هم این کار را نکرد ولی در عوض سراغ راندا رَوزی قهرمان وزن ۶۱ کیلوگرم یواف‌سی رفت که در ردیف تماشاگران کنار رینگ نظاره‌گر رویداد بود و او را به رینگ آورد. راندا گفت که «هر رینگی که او در آن قدم بگذارد مال اوست»؛ سپس راک به تریپل اچ حمله کرد و راندا تریپل اچ را از رینگ به بیرون پرت کرد و بعد از آن هم استفنی را با یک حرکت بازوقفل(Armbar) شکنجه کرد و سپس او را هم به بیرون انداخت.
مسابقه ششم بین آندرتیکر و بری وایت بود. این اولین حضور آندرتیکر بعد از باختش به براک لزنر در رسلمانیا XXX بود. گفته شده بود که وایت از آسیب‌دیدگی مچ پا در تمرین برای مسابقه رنج می‌برد و همین باعث شده بود که سرعت بازی از سوی هر دونفر کمی کند شود. با اینکه وایت بیشتر بازی در حال حمله بود ولی آندرتیکر هم تقریباً تمام حرکات مختص به خودش را انجام داد؛ حرکاتی مانند چشمان مار(Snake Eyes)، سبک قدیم(Old School) و لگد بزرگ(The Big Boot). بعدتر در این مسابقه وایت توانست از یک سنگ‌قبر کوب(TombStone Piledriver) رهایی یابد و آندرتیکر هم از سیستر ابیگِیل(Sister Abigail) رهایی یافت. هردو در مقطعی از مسابقه حرکات تحریک‌کننده معروف خود را انجام دادند: ابتدا وایت با حرکت راه رفتن عنکبوت(Spider Walk) به سمت آندرتیکر آمد ولی ناگهان آندرتیکر درحالیکه نقش زمین بود با حرکت برخاستن زامبی(Zombie Sit-Up) به حالت نشسته درآمد و وایت را متعجب کرد و یکی از «لحظات ناب رسلمانیا» را ایجاد کردند. لحظاتی بعد از آن، وایت قصد داشت که یک سیستر ابیگِیل به تیکر بزند ولی او نگذاشت و در عوض یک سنگ‌قبر کوب دیگر به وایت زد تا پیروزی را ازآن خود کند و بگوید که هنوز قدرتش را دارد و هنوز او «چهره ترس» است.

### مسابقه اصلی
مسابقه اصلی برای قهرمانی کمربند دبلیودبلیوئی سنگین‌وزن جهان و بین قهرمان وقت براک لزنر (با همراهی پُل هیمن) و رومن رینز بود. لزنر در ثانیه ۲۵ یا ۲۶ بازی و بعد از اینکه یک جِرمن سوپلِکس(German Suplex) به او زد حرکت تمام‌کننده خود یعنی F5 را زد. بعد از آن هم لزنر به او چندین جرمن سوپلکس، ضربه ساعد، ضربه زانو به پهلو و ضربه بازو(Clothesline) زد که رینز را در بیرون رینگ نقش زمین کرد. لزنر یک F5 دیگر زد ولی نتوانست رینز را پین کند. لزنر کمی عصبی شد و دستکش‌های اِم‌اِم‌اِی خود را درآورد تا چند سیلی محکم را با دست برهنه به صورت رینز بزند. رینز در طول مسابقه فقط می‌خندید و جِرمن سوپلِکس دریافت می‌کرد. لزنر یکبار دیگر F5 زد ولی باز هم موفق به پین کردن رینز نشد. رینز در بیرون رینگ افتاده بود، لزنر هم رفت تا سر او را به ستون رینگ بکوبد ولی رینز در عوض سر لزنر را به ستون کوبید تا سر لزنر شکسته و دچار خون‌ریزی شود. اینجا بود که رینز توانست سه ضربه سوپرمن پانچ(Superman Punch) به لزنر بزند و بعد از آن هم دو بار متوالی به لزنر اسپیِر(Spear) زد ولی لزنر در شمارش دو و نیم از پین شدن رهایی یافت. رینز بار دیگر می‌خواست به او سوپرمن پانچ بزند ولی در دام چهارمین F5 لزنر افتاد ولی لزنر بخاطر خون‌ریزی و خستگی زیاد نتوانست او را پین کند.
اینجا بود که ناگهان موزیک ورودی سث رالینز پخش شد و تماشاگران شاهد ورود رالینز به میدان بودند که با سرعت به سمت رینگ می‌دوید تا چمدان قرارداد مانی این د بنک خود را نقد کند. او با دادن چمدان به داور بازی یعنی مایک چیودا این کار را کرد و مسابقه تبدیل به نوعِ تریپل ترت شد. رالینز سپس رینز را از رینگ به بیرون پرت کرد و بعد از آن هم به لزنر که گیج بود یک Curb Stomp زد و خواست که یکبار دیگر هم اینکار را بکند که لزنر او را هم در دام انداخت و خواست که به او هم F5 بزند ولی رینز آمد و به لزنر اسپیِر زد و به نوعی رالینز را نجات داد؛ لزنر از رینگ به پایین افتاد و رالینز هم فرصت را مناسب دید و به رینز هم یک Curb Stomp زد و موفق به پین کردن او شد و پس از گرفتن کمربند با شادمانی به سرعت از رینگ فرار کرد.

## نتایج
| #                                                                                                 | نتایج | نوع مسابقه                                                      | مدت زمان |
| ------------------------------------------------------------------------------------------------- | --- | --------------------------------------------------------------- | -------- |
| ۱پ                                                                                                | سِزارو و تایسون کید (c) پیروز (با همراهی ناتالیا) مقابل دِ نو دِی (بیگ ای و کوفی کینگستون) (باهمراهی زِیویِر وودز) مقابل لُس ماتادورِس (دیگو و فرناندو) (با همراهی اِ توریتو) مقابل د اوسوس (جیمی و جِی اوسو) (با همراهی نِیومی) | مسابقه تگ تیم چهارجانبه مرگبار برای قهرمانی کمربند تگ تیم       | ۹:۵۸     |
| ۲پ                                                                                                | بیگ شو پیروز با بیرون انداختن آخرین نفر یعنی دِیمیِن میزداو از رینگ | مسابقه بتل رویال برای تصاحب تندیس یادبود آندره د جاینت          | ۱۸:۰۵    |
| ۳                                                                                                 | دنیل براین پیروز مقابل بَد نیوز بَرِت (c) مقابل آر-تروث مقابل استارداست مقابل دین امبروز مقابل لوک هارپر مقابل دالف زیگلر                                                                                                 | مسابقه نردبان برای قهرمانی کمربند بین قاره‌ای                    | ۱۳:۴۷    |
| ۴                                                                                                 | رندی اورتن پیروز مقابل سث رالینز (با همراهی جویی مرکوری و جیمی نوبل) | مسابقه تک نفره                                                  | ۱۳:۱۵    |
| ۵                                                                                                 | تریپل اچ پیروز مقابل استینگ | مسابقهٔ فقط پین‌فال و سابمیشن                                     | ۱۸:۳۶    |
| ۶                                                                                                 | ای‌جی لی و پِیج پیروز مقابل نیکی (c) و بری بِلا با تسلیم | مسابقه تگ تیم                                                   | ۶:۴۲     |
| ۷                                                                                                 | جان سینا پیروز مقابل روسف (c) (با همراهی لانا) | مسابقه تک نفره برای قهرمانی کمربند ایالات متحده                 | ۱۴:۳۱    |
| ۸                                                                                                 | آندرتیکر پیروز مقابل بری وایت | مسابقه تک نفره                                                  | ۱۵:۱۲    |
| ۹                                                                                                 | سث رالینز پیروز مقابل براک لزنر (c) (با همراهی پُل هیمن) و رومن رینز | مسابقه تریپل ترت برای قهرمانی کمربند دبلیودبلیوئی سنگین‌وزن جهان | ۱۶:۴۳    |
| - (c) – نشان‌دهنده قهرمان(هایی) است که به میدان می‌روند - پ – نشان‌دهنده این است که مسابقه در پری–شو | |                                                                 |          |

1. ↑  این مسابقه در ابتدا یک مسابقه تک نفره بین لزنر و رینز بود؛ بااین‌حال رالینز در اواخر مسابقه وارد رینگ شد و چمدان قرارداد مانی این د بنک خود را نقد کرد و مسابقه تبدیل به نوعِ تریپل ترت شد.

## بازخورد منتقدین
این رویداد با بازخوردی مثبت از سوی تماشاگران و منتقدین روبرو شد. جان پاول منتقد وبسایتCanadian Online Explorer(Canoe.ca) به آن امتیاز کامل ۱۰ از ۱۰ داد و آن را «بهترین [رسل]مانیای تاریخ» دانست؛ او به مسابقه اصلی بین لزنر، رینز و رالینز نمره ۸/۵ از ۱۰، به مسابقه تریپل اچ و استینگ بالاترین نمره خودش یعنی ۹ و به مسابقه آندرتیکر و بری وایت هم نمره ۸ داد.
دِیو مِلتزِر از Wrestling Observer Newsletter این رویداد را به این شکل توصیف کرد: «یکی از بهترین برنامه‌هایی که به عمرم دیدم. چندین مسابقه بزرگ، یک داستان(Angle) فوق‌العاده و موارد بسیار کمی که خوب نبودند». او همچنین حضور راندا رَوزی را تحسین کرد.
کریس گراهام از Augusta Free Press هم این رویداد را «بهترین. رسلمانیای. کل. تاریخ.» خواند و پایان آن را «غیرقابل پیش‌بینی» توصیف کرد و آن را تحسین کرد و گفت: «عجب برنامه‌ای بود. دوباره برای یک شب، دنیای کشتی به‌طرز غیرقابل پیش‌بینی‌ای سرشار از سرگرمی و شادی بود».
جک دو مِنِزِس از ایندیپندنت گفت: «این رویداد به عنوان یکی از بهترین رسلمانیاها، اگر نگوییم بهترین آنها، در تاریخ ثبت خواهد شد. از اتحاد مجدد NWO گرفته تا تیم شدن د راک و راندا رَوزی تا آرکِی‌او از ناکجای فوق‌العاده رندی اورتن. تقریباً همه مسابقات درخور بزرگ‌ترین رویداد بین همه(Grandest Stage of Them All) بود».

## پسایند

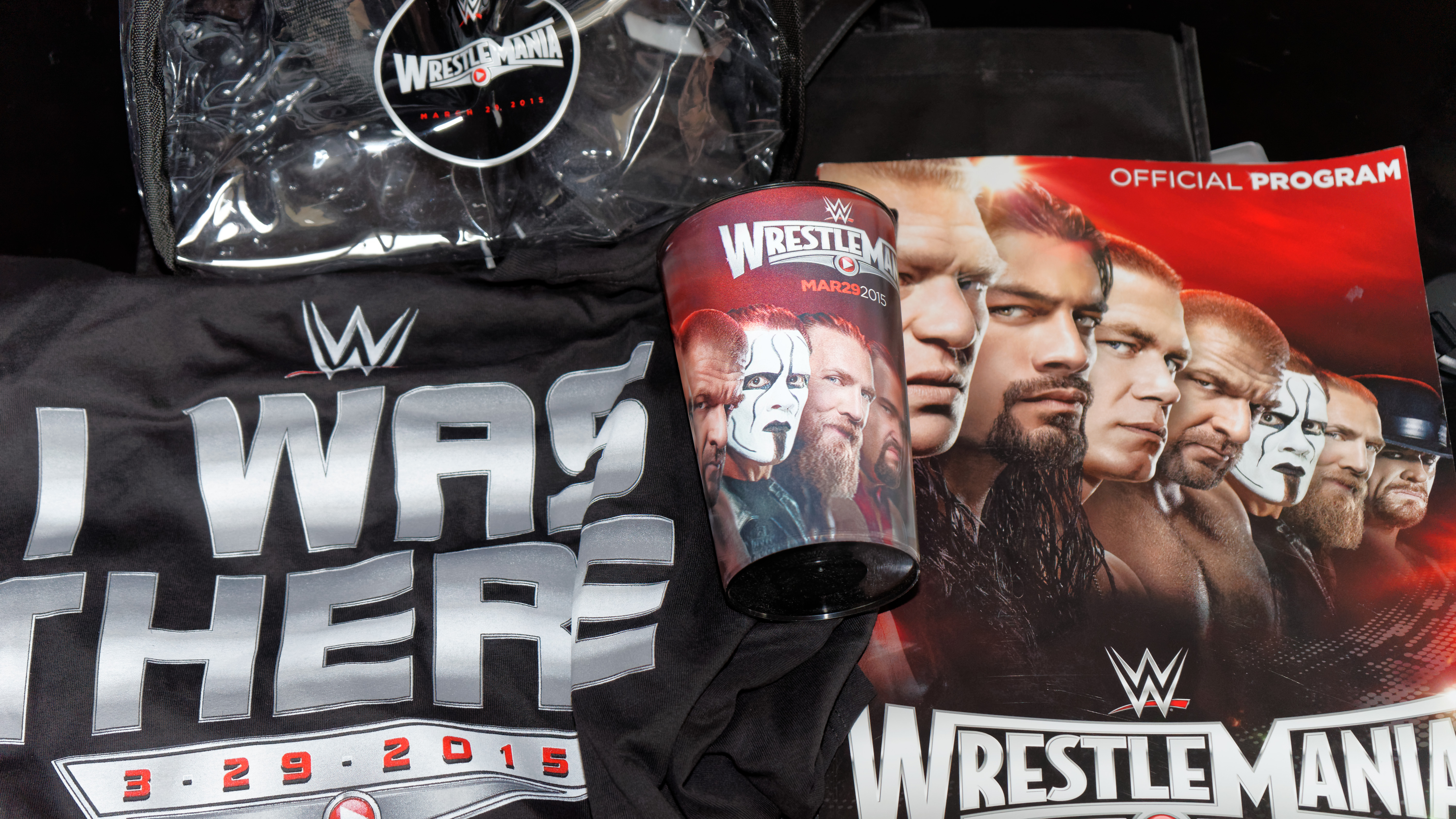
تصویری تبلیغاتی از مسابقات ۲۰۱۵

شب بعد در اولین راو پس از رسلمانیا ۳۱، براک لزنر به همراه پُل هیمن وارد رینگ شد و درخواست مسابقه مجدد در همان شب برای کمربند داد که شب قبل آن را به رالینز باخته بود. با این حال، رالینز مدعی شد که جِتش تأخیر داشته و به این دلیل برای مسابقه مجدد در آن شب آمادگی ندارد و زمانی دیگر مسابقه مجدد را برگزار می‌کند. لزنر عصبانی به رالینز که داشت می‌رفت حمله کرد و دنبالش رفت، هرچند رالینز خود را از دام سوپلِکس لزنر رهایی یافت و یک لگد پرِشی به او زد و فرار کرد. اما لزنر که همچنان عصبی و آتشین بود میز گرارشگران را روی بوکر تی و جِی‌بی‌اِل آوار کرد و سپس به مایکل کول یک F5 زد تا او را روانه بیمارستان کند. سپس لزنر به تصویربرداری که روی رینگ مشغول انجام کارش بود حمله کرد و به او هم یک F5 زد و در این لحظه استفنی وارد شد و اعلام کرد که لزنر بخاطر این کارش از این لحظه به حالت تعلیق بدون مدت معین درآمده و جریمه هم می‌شود. اما قهرمان پیشین جواب او را با یک F5 دیگر روی تصویربردار داد و سپس صحنه را ترک کرد.
در همان شب از راو، جان سینا که حالا قهرمان جدید کمربند ایالات متحده آمریکا بود، اعلام کرد هرکسی که در رختکن مایل است با او مسابقه دهد همین الان وارد شود که دین امبروز به درخواست او پاسخ داد ولی شکست خورد.
همچنین در همین قسمت از راو، دنیل براین که قهرمان جدید کمربند بین قاره‌ای شده بود با موفقیت از کمربندش مقابل دالف زیگلر دفاع کرد. سپس شیمس که مدتی غایب بود ناگهان با چهره‌ای متفاوت بازگشت و به هر دو آن‌ها Brogue Kick زد و به شخصیت منفی(Heel) تبدیل شد. او سپس با لهجه ایرلندی خود گفت: «من برگشتم».
در ۳ آوریل، دبلیودبلیوئی اعلام کرد که ای‌جی لی به عنوان کشتی‌گیر اعلام بازنشستگی کرده‌است. به این ترتیب، راو ۳۰ مارس، آخرین حضور وی به عنوان کشتی‌گیر بود.

## موضوعات مرتبط
نوار شکست‌ناپذیری آندرتیکر در رسلمانیا